# Horacio Casarín
Horacio Casarín Garcilazo (Città del Messico, 25 maggio 1918 – Città del Messico, 10 aprile 2005) è stato un allenatore di calcio e calciatore messicano.
Fu uno dei più famosi attaccanti in attività in Messico fra il 1940 e il 1950, ed è attualmente il miglior marcatore messicano con 236 gol. Nel suo paese giocò nel Necaxa dove debuttò da professionista il 9 febbraio 1936, nel Atlante, Club América, Monterrey e nel Barcellona in Spagna. Con la nazionale messicana gioco i mondiali del 1950.